# Fanny Eaton
Fanny Eaton (23 de junio de 1835 – 4 de marzo de 1924) fue una modelo y trabajadora doméstica en Inglaterra de origen jamaicano. Se hizo reconocida como modelo de la Hermandad Prerrafaelita y su círculo entre 1859 y 1867. Su debut fue en la pintura de Simeon Solomon titulada La madre de Moisés, que fue exhibida en la Royal Academy of Arts en 1860. Se destacó en varias obras de Dante Gabriel Rossetti, John Everett Millais, Joanna Mary Boyce, Rebecca Solomon, entre otros.

## Primeros años y familia
Eaton nació como Fanny Antwistle o Entwhistle el 23 de junio de 1835 en Saint Andrew Parish, Jamaica. De su madre Matilda Foster, de ascendencia africana, se especula que nació esclava en la finca propiedad de la familia Foster o Forster y dio a luz diez meses después de la promulgación de la abolición de la esclavitud en todo el imperio británico el 1 de agosto de 1834. No se registró que Fanny tenga padre en su partida de nacimiento, por lo que se supone que fue hija ilegítima. La muerte de un soldado británico llamado James Entwhistle, de veinte años, en la cercana parroquia de St Catherine, once días después del nacimiento de Fanny, se ha visto como sugerencia de que hubiera sido el padre de la pequeña. Fanny y su madre partieron hacia Inglaterra en algún momento de la década de 1840. Para 1851 hay registros de que ya vivía en Londres, con su madre, y trabajando como personal doméstico. En 1857 se casó con James Eaton, propietario de un carruaje y conductor del mismo, quien nació el 17 de febrero de 1838 en Shoreditch. Juntos tuvieron diez hijos, nacidos entre 1858 y 1879.

## Modelado
Fue durante este período de la vida de Fanny Eaton como madre y nueva esposa que comenzó a posar para los artistas de la Hermandad prerrafaelita. Eaton modeló principalmente por necesidad; para aumentar su salario como "asistenta" y proveer sustento a sus diez hijos. Sus rasgos distintivos fueron utilizados a menudo por los artistas para retratar una variedad de etnias y personajes. Los primeros estudios realizados de ella son bocetos a lápiz de Simeon Solomon en 1859, y parece ser utilizada por otros artistas que eran amigos de Solomon, incluidos William Blake Richmond y Albert Joseph Moore. Esto incluye la pintura de Richmond "La esclava" (1886), que se encuentra en la colección Tate.
Estos bocetos se utilizaron como preparación para su "Madre de Moisés", ahora en la rica colección del Museo de Arte de Delaware. Dos bocetos específicos de esta serie, mostraban a la Sra. Eaton como las dos figuras bíblicas de Jocabed y Miriam. La pintura terminada se mostró en la Royal Academy of Arts en 1860. En 1865, fue utilizada por Dante Gabriel Rossetti para la figura de una de las damas de honor en su pintura La amada .
La pintura  Jefté  (1867) de John Everett Millais también muestra a Eaton de pie en el lado derecho.
Eaton aparece en un dibujo de tiza negra de Rossetti, ahora en The Cantor Arts Center, Stanford University.

## Últimos años y fallecimiento
En 1881 Eaton ya había enviudado y trabajaba como costurera. En los últimos años de su vida, Eaton trabajó como cocinera doméstica en la Isla de Wight para un comerciante de vinos con sede en Hammersmith y su esposa, John y Fanny Hall. Sin embargo, para 1911, se dice que Fanny residía con su familia en Hammersmith con su hija Julia, su yerno Thomas Powell y sus nietos Baden y Connie Powell. Después de una larga vida como emigrada de clase trabajadora, Fanny Antwisle Eaton murió en  Acton el 4 de marzo de 1924 a la edad de 88 años de senilidad y síncope.

## Homenajes
En 2018, en la celebración del centenario del derecho a voto de las mujeres, The Voice incluyó a Eaton –junto con Kathleen Wrasama, Olive Morris, Connie Mark, Diane Abbott, Lilian Bader, Margaret Busby y Mary Seacole– entre las ocho mujeres que contribuyeron al desarrollo británico.
Entre octubre de 2018 y enero de 2020, fue una de las doce mujeres incluidas en la exposición Pre-Raphaelite Sisters llevada a cabo en la National Portrait Gallery de Londres. En abril de 2020, un animador de gifs de arte le dedicó un programa que fue transmitido por el show de la BBC Four Get Animated! Introducing BBC Arts.